# Франциск Ван Ден Энден
Франциск Ван Ден Энден (5 февраля, 1602, Антверпен — 27 ноября, 1674, Париж) — бывший иезуит, неолатинский поэт, врач, арт-дилер, философ и заговорщик против Людовика XIV. В основном известен как учитель Баруха де Спинозы.

## Биография
Ван ден Энден - сын ткачей. Крещен в Антверпене 6 февраля 1602 года. Он был учеником в августинском и иезуитском колледжах этого города. В 1619 году он вступил в орден иезуитов, но в 1633 году был отстранен. В конце 1630-х он написал несколько неолатинских стихов для религиозных сочинений испанского августинца Бартоломе Де Лос Риос и Аларкона. В то же время он торговал произведениями искусства в Антверпене. Этому также поспособствовал его брат Мартинус ван ден Энден, так как он являлся издателем произведений Питера Пауля Рубенса и Энтони ван Дейка. В 1640 году Ван ден Энден женился на Кларе Марии Вермерен в Антверпене, а в 1641 году родился их первый ребёнок, названный в честь её матери Клары Марии. Где и когда родилась их вторая дочь Марджерет Алдегонис- неизвестно.
В 1645 году семья переехала в Амстердам, где Ван ден Энден открыл свой художественный магазин на улице Нес. Известными стали лишь несколько гравюр и одна брошюра, опубликованная им. После того как художественный магазин стал банкротом, он открыл латинскую школу у Сингела в Амстердаме. Его ученики исполнили несколько классических пьес в театре Амстердама, а также неолатинскую пьесу его собственного сочинения «Филидоний» (1657). К тому времени его семья расширилась: в 1648 году родились близнецы Анна и Адриана Клементина, в 1650 году — сын Якоб, в 1651 — дочь Марианна, а в 1654 году снова дочь - Мария (Анна, Якоб и Мария, вероятно, умерли очень молодыми). В конце 1650-х годов в его школе учились известный философ Барух Спиноза и анатом Теодор Керкринг.
В начале 1660-х годов некоторые люди думали, что Ван Ден Энден был атеистом, в то время как другие считали, что он был католиком. В этот период он работал вместе с Питером Корнелисзуном Плоцхим над проектом утопического поселения в Новой Голландии, точнее в районе нынешнего Делавэра. Воззрения Ван ден Эндена по поводу идеального общества описаны в книге «Kort Verhael van Nieuw-Nederland» («Краткое описание Новой Голландии», 1662). Спустя несколько лет, в 1665 году, появилось ещё одно издание политической книги «Vrye Politijke Stellingen» («Свободные политические предложения»), в которой защищается демократия и уделяется большое внимание социальным и образовательным задачам государства. В том же году, когда только началась Вторая англо-голландская война, он написал Йохану де Витту с просьбой продать ему секретное оружие для военно-морского флота. Вскоре после свадьбы своей старшей дочери Клары Марии с Теодором Керкрингом в 1671 году, Ван ден Энден переехал в Париж, где открыл ещё одну латинскую школу. Там его навестили Антуан Арнаулд и Готфрид Вильгельм Лейбниц. Он также был вовлечен в заговор против Людовика XIV, но все заговорщики были пойманы прежде, чем они могли выполнить свои планы (создание республики в Нормандии). Франциск Ван ден Энден был приговорен к смертной казни, и 27 ноября 1674 года, после обезглавливания знатных заговорщиков, был повешен перед Бастилией.

## Пропагандист демократии
В книге «Kort Verhael van Nieuw Nederlants Gelegenheit» («Краткое описание Новой Голландии», 1662), Ван ден Энден излагает свое мнение по поводу политического понятия «Gelijkheidsbeginsels» — равенство:
«Государство должно в равной мере приносить пользу всем. Влияние государства на повышение благосостояния должно проявляться независимо от способностей, пола, имущества и социального статуса человека. Он категорически против того, чтобы равенство сводилось к уравниванию. Законы должны быть нацелены на общее благо и в то же время давать всем одинаковое пространство для индивидуальности.» (Перевод, максимально приближенный к его первоначальным голландским формулировкам согласно Голландской статье в Википедии «Франциск Ван Ден Энден»- инициатор демократических идей).
В книге «Vrije Politieke Stellingen» («Свободные политические тезисы»,1665) Ван ден Энден выступает за свободу слова и общее право на развитие. Далее он развивает идею народного суверенитета. Он убежден, что народ, практикуя демократию в народных собраниях и беседах, приобретет опыт и прозрение. В качестве примера демократического функционирования он приводит такой метод работы, который использовался в Голландии во время Восьмидесятилетней войны против Испании. Но он также предупреждает, что за всеми офицерами следует внимательно следить, особенно за теми, кто отличается красноречием и жадностью.
В некотором смысле Ван ден Эндена можно считать предвестником Французской революции, во время которой понятия свободы, равенства и братства стали мерилом новой модели общества.

## Важность
Один из главных вопросов, касающихся Франциска Ван ден Эндена - оказал ли он влияние на философию Спинозы и в какой мере, — вопрос, который уже был поднят Мейнсмой. В 1990 году Марк Беджаи и Вим Клевер независимо друг от друга установили, что Ван ден Энден был автором двух анонимных памфлет: «Kort Verhael van Nieuw Nederland» («Краткое описание Новой Голландии») и «Vrye Politijke Stellingen» («Свободные политические тезисы»). В общем, на основе последней работы Клевер выдвинул утверждение, что вся философия Спинозы была разработана Ван ден Энденом. Идея сильного влияния на Спинозу была позднее принята в самых последних биографиях Спинозы (Стивеном Надлером и более открыто Маргарет Гуллан-Вур). Однако тщательный анализ обеих памфлет показывает, что возможное влияние было довольно ограниченным, и хронология источников не позволяет определить, повлиял ли учитель на ученика или наоборот.
Помимо этого вопроса, на который из-за отрывочного исходного материала, вероятно, никогда не будет дан точный ответ, поздние работы Ван ден Эндена представляют большой интерес. Очевидно, что вместе с Йоханом Де Ла Кортом он должен считаться одним из самых ранних голландских писателей и ранних современных пропагандистов демократии. Его защита толерантности, светского государства, общественного образования и менее жестоких форм правосудия помещает его в эпоху просвещения. Более того, его радикальный аболиционизм уникален даже в кругу амстердамских вольнодумцев. Наконец, беспокойство Ван ден Эндена о социальных проблемах и его предложения об организованных формах солидарности, предположительно под влиянием Плохоя, должны считаться оригинальными для его времени.

## Работы
- Philedonius (1657)
- Kort Verhael van Nieuw Nederland (1662)
- Vrye Politijke Stellingen (1665)
- Vrije Politijke Stellingen (ред. W. Klever, 1992)